# Xudres

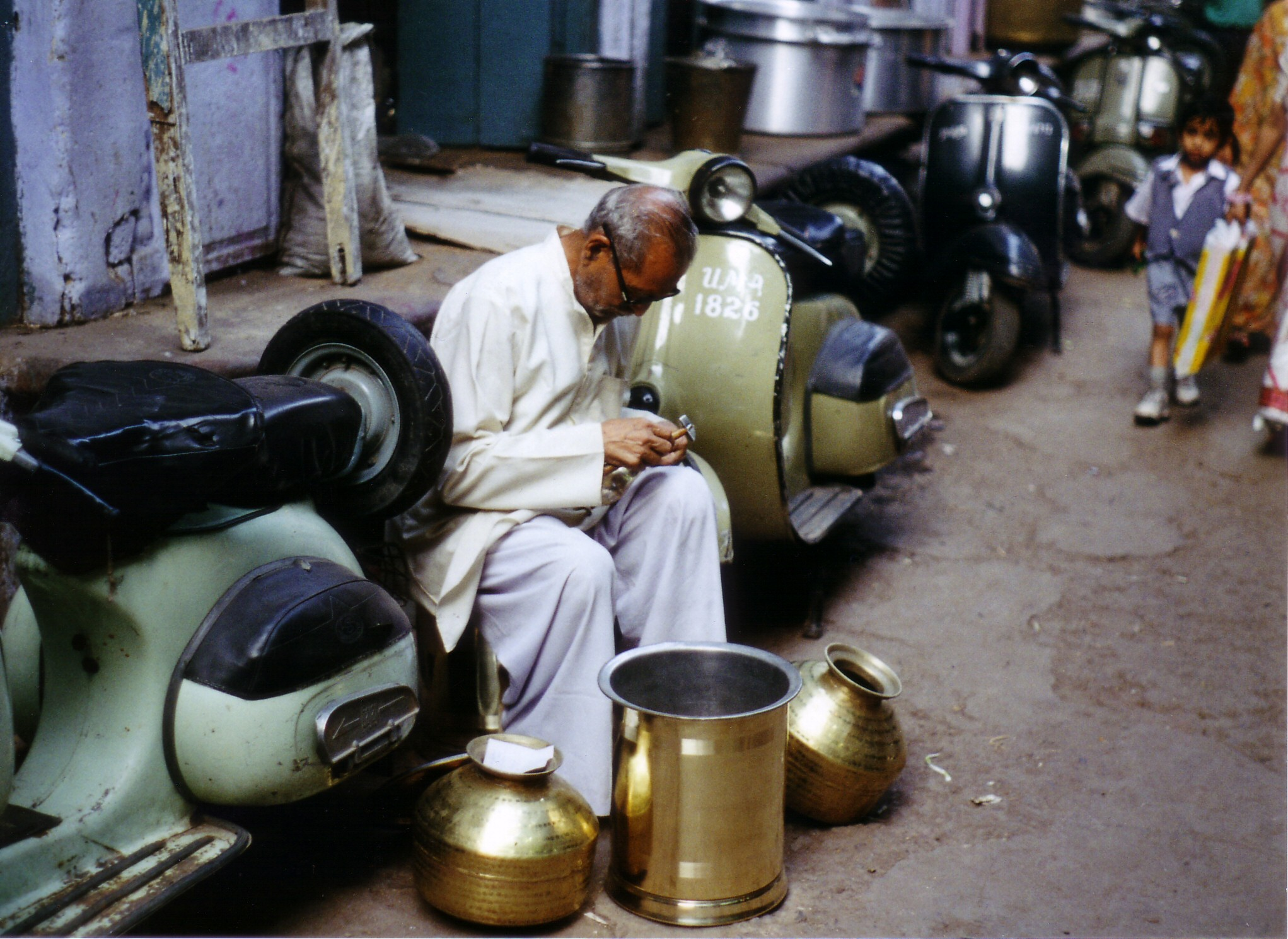
Un artesà als carrers d'Agra

Els xudres, sudres o shudres (del sànscrit शूद्र, śūdra) són els components d'un dels quatre varnas del sistema de castes hindú. Xudra és el grau més baix d'aquesta divisió social tradicional, que consta dels brahmans (sacerdots i mestres, amb autoritat religiosa), els kxatriyes (guerrers i administradors, amb poder polític), els vaïxyes (comerciants i agricultors o pastors amb prosperitat econòmica) i els xudres, servents o pagesos vassalls.
Els xudres componen la majoria de la població índia i, segons el treball que exerceixen, formen part d'una de les nombroses subcastes (o jati).

## Paper dels xudres
L'origen mitològic de la divisió social en quatre varnes s'explica al Purusha Sukta (part del Rig Veda) i al Manusmrti, dos texts sagrats de l'hinduisme que estableixen que el paper dels xudres és el de "servir els membres dels tres varnes superiors (bramans, kxatriyes i vaïxyes)". Per això, tradicionalment, eren bàsicament servents i pagesos vassalls. Amb el pas del temps, però, certes activitats atribuïdes als membres del varna immediatament superior, el dels vaïxyes, van ser represes pels xudres, mentre que els primers esdevenien principalment industrials, financers i terratinents. Així, en l'actualitat, els xudres es dediquen a l'artesania, el conreu i la ramaderia, i les castes (jati) més riques d'entre ells arriben a constituir grups dominants capaços d'exercir el poder local.